# Pucuro Grande
Pucuro Grande ist eine Ortschaft auf dem Altiplano des südamerikanischen Anden-Staates Bolivien.

## Lage
Pucuro Grande ist der zweitgrößte Ort des Municipio Santiago de Huata in der Provinz Omasuyos im Departamento La Paz. Die Ortschaft liegt auf einer Höhe von 3840 m auf der Achacachi-Halbinsel am Südufer des Titicacasees, direkt westlich des Cerro Sampachi, der bis auf 4082 Meter ansteigt.

## Geographie
Pucuro Grande liegt am östlichen Rand des bolivianischen Hochlandes vor der Cordillera Muñecas, die wiederum ein Teilabschnitt der Cordillera Central ist. Das Klima in der Region leitet sich ab aus der Höhenlage auf dem Altiplano und der Nähe zur großen Wasserfläche des Titicacasees, der die Temperaturschwankungen abmildert.
Die Jahresdurchschnittstemperatur liegt bei 11 °C (siehe Klimadiagramm Achacachi), wobei der Monatsdurchschnitt im kältesten Monat (Juli) mit 8 °C nur wenig von den wärmsten Monaten (November bis März) mit 12 °C abweicht. Das Klima ist arid von Juni bis August mit nur sporadischen Niederschlägen, und es ist humid in den Sommermonaten, vor allem von Dezember bis März, mit Monatsniederschlägen von teilweise mehr als 100 mm. Der Jahresniederschlag liegt bei etwa 600 mm.

## Verkehrsnetz
Pucuro Grande liegt in einer Entfernung von 112 Straßenkilometern nordwestlich von La Paz, der Hauptstadt des gleichnamigen Departamentos.
Von La Paz führt die Nationalstraße Ruta 2 über El Alto in nordwestlicher Richtung bis Huarina und von dort weiter über die Straße von Tiquina nach Copacabana. In Huarina zweigt die Ruta 16 nach Nordwesten ab und erreicht nach 23 Kilometern die Stadt Achacachi. Von dort aus führt eine Landstraße in westlicher Richtung über weitere 14 Kilometer bis Pucuro Grande und weiter nach Santiago de Huata.

## Bevölkerung
Die Einwohnerzahl der Ortschaft ist im vergangenen Jahrzehnt leicht angestiegen:
| Jahr | Einwohner         | Quelle       |
| ---- | ----------------- | ------------ |
| 1992 | keine Detaildaten | Volkszählung |
| 2001 | 432               | Volkszählung |
| 2012 | 466               | Volkszählung |
| 2024 |                   | Volkszählung |

Von der ethnischen Zugehörigkeit her ist die Mehrzahl der Einwohner Aymara, bei der Volkszählung von 2001 sprachen im Municipio Achacachi (zu dem die Ortschaft damals noch gehörte) 94,1 Prozent der Bevölkerung Aymara, während nur 66,5 Prozent der Einwohner die spanische Sprache beherrschten.